# Спирали Пуансо
Спирали Пуансо (англ. Poinsot's spirals) — два типа спиралей, задаваемых уравнениями
{\displaystyle r=a\ \operatorname {csch} (n\theta )}
{\displaystyle r=a\ \operatorname {sech} (n\theta )},
где csch обозначает гиперболический косеканс,  sech обозначает гиперболический секанс.
Спирали названы в честь французского математика Луи Пуансо.

## Примеры
|  |  |